# هودج

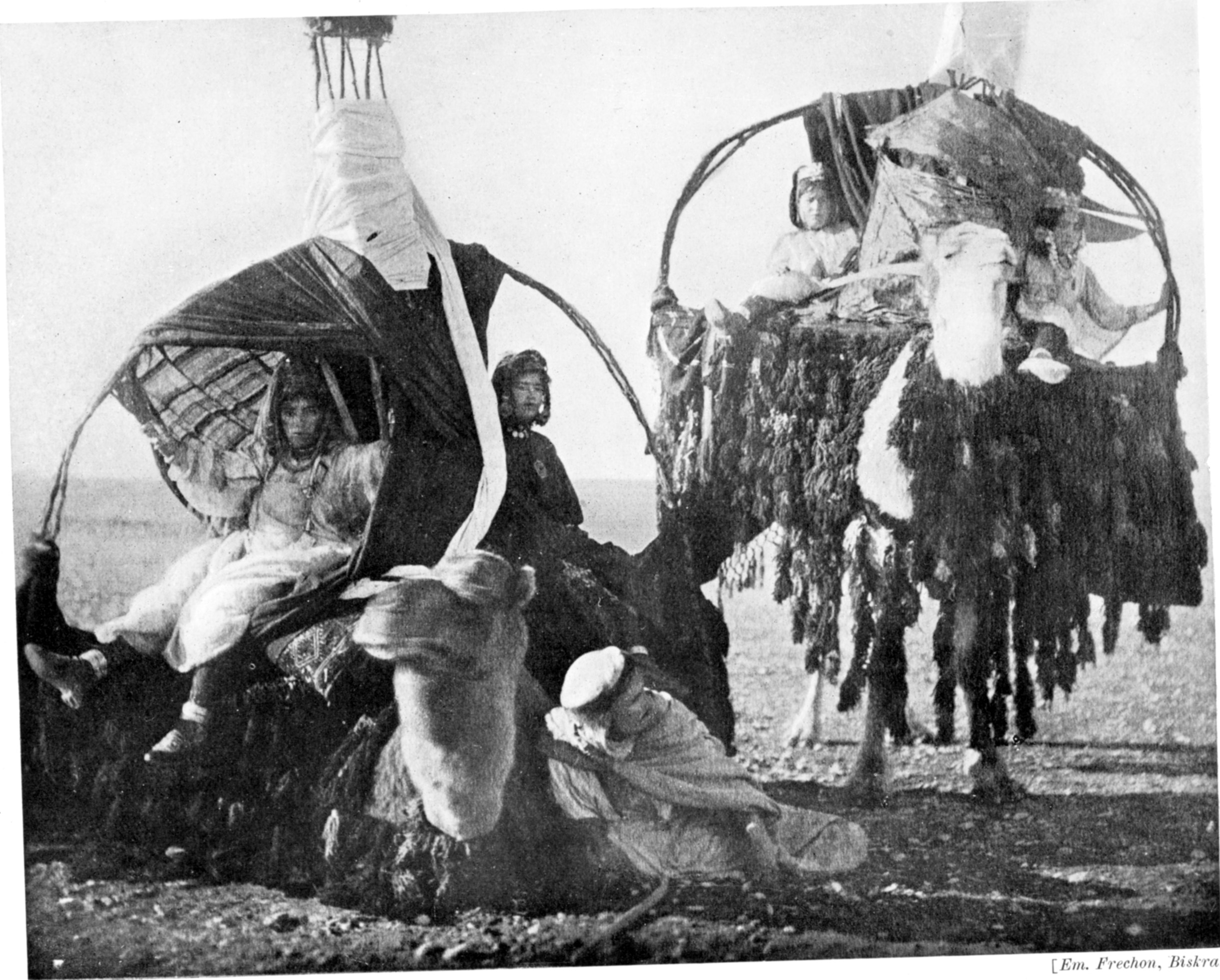
نساء في هودج على ظهر جمل في الجزائر

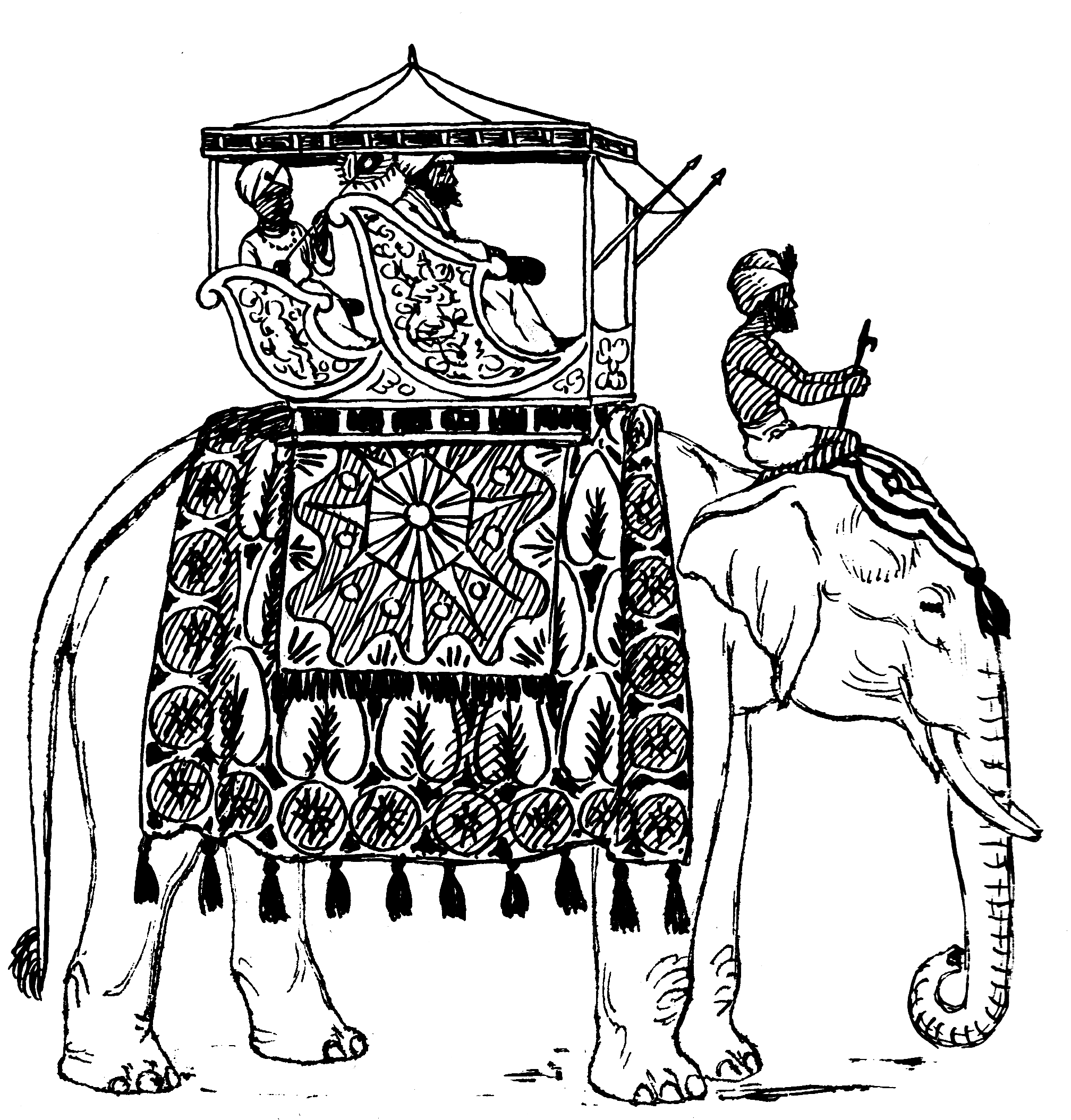
رسم لفيل على ظهره هودج، وهو شكل شاع في الهند، لاحظ السائس جالسا على رقبة الفيل والهودج بمقعدين أحدهما للخادم

الهودج هو مَحْمَل يوضع على ظهر الحيوانات مثل الجمال والأفيال أشبه بحجرة صغيرة أو ما يصح القول عنها بالمركب فيه مقعد أو سرير مظلل عادة وقد يكون مغلقا بالكامل، استخدم في الماضي عادة لحمل الأثرياء أو استخدم أثناء الصيد أو الحرب، أو للنساء أثناء السفر، صُنع من الخشب وظلل بالقماش، وزيّن في كثير من الاحيان ليعكس مقام أو ثراء أصحابه، إستخدمه العرب على الإبل واستخدمه الهنود على الأفيال.

## مسميات الهودج عند العرب

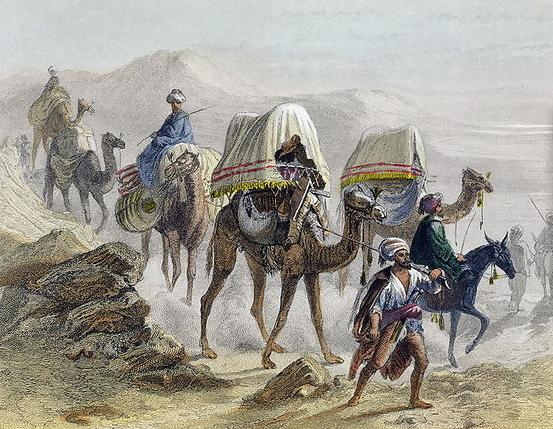
رسم لقافلة تحمل بعض جمالها الهوادج

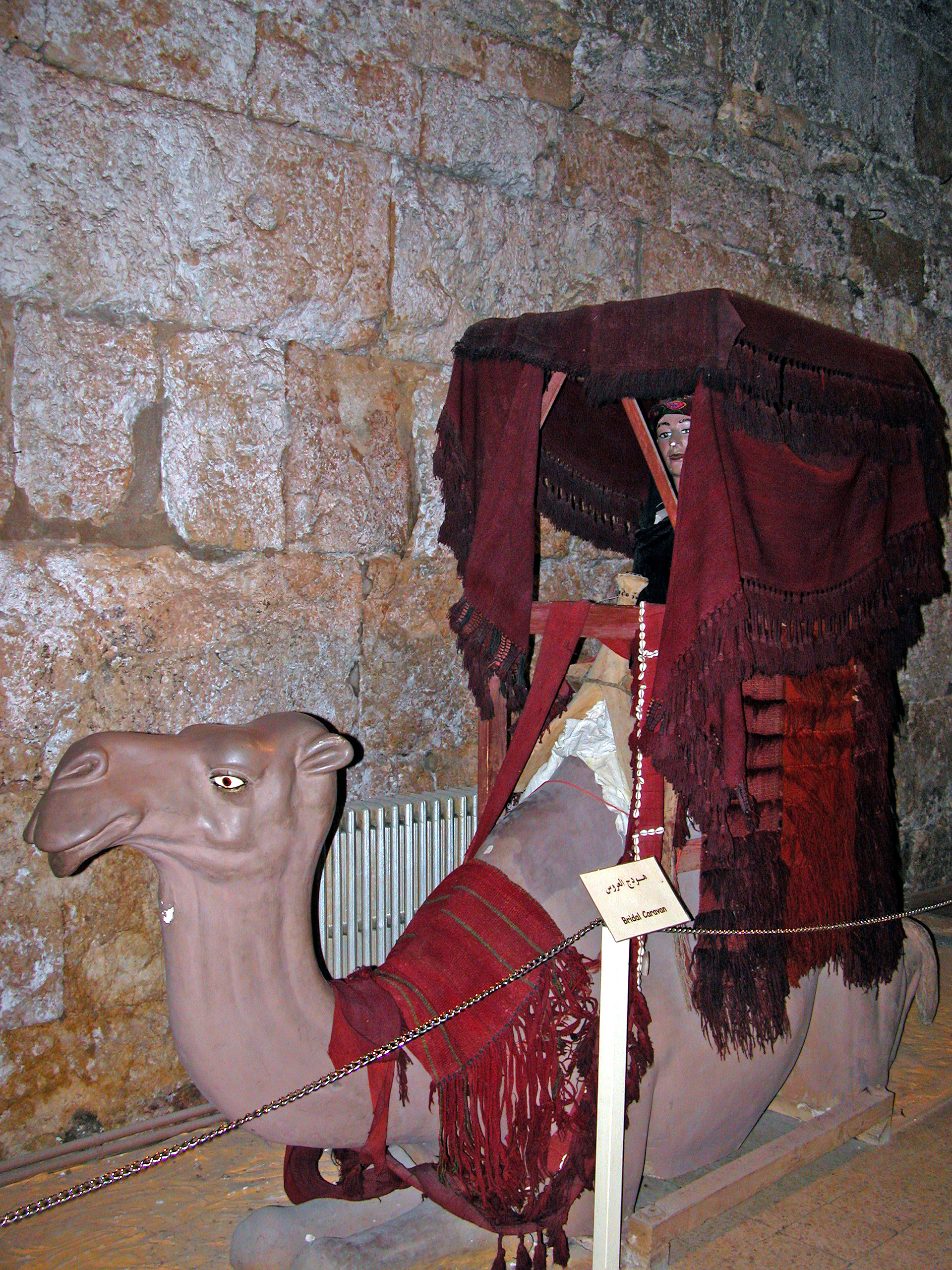
هودج العروس في الأردن

تختلف العرب في تسميته منها المركب، والظعن، والعطفة، والعماريه، والجحالف، والجمل.
و في ليبيا يسمى الكرمود.اما في الجزائر فيسمى الباصور.

## اغراضه
يستخدم الهودج في التنقل والترحال فهو مكان لركوب النساء علي الإبل وهنا يطلقون عليه الظعن جمع ضعائن ·
ويستخدم في الحروب، ويسمي العطفة عند عرب أهل نجد وفي الشمال يسمي العماريه والمركب ولا تستخدم العطفة إلا في المناويخ فقط ومعنى كلمة المناخ مأخوذه من أناخة الابل خوف من ان توخذ، ويمتد المناخ إلى أحيانا شهر أو شهرين أو ثلاثة أشهر وهو ليس معركه واحدة إنما عدة معارك تستمر إلى أن تنتصر إحدى القبيلتين المتحاربتين أو يتم الصلح بينهما
والعطفة هو الجمل الذي تركبه بنت شيخ القبيلة ويزين بأحلا زينة تشجع وتحمس الفرسان أثناء وقبل القتال، والفرسان يتدافعون أمامه كل منهم يريد أن يفتديه، وهو رمز للقبيله ودليل علي قوتها وانهم قادرين علي حماية جملهم.
وللعطفه اعراف عند العرب في حالة ان القبيلة المنتصره إذا استولت على عطفة القبيلة المغلوبه فلا تمس الفتاة التي في العطفة بل تعاد إلى أهلها معززه مكرمه وإنما يؤخذ الجمل التي تركبه.
وايضاَ ان شيخ القبيلة المأخوذه عطفته لايحق له ان يضع عطفه أخرى الا في حاله واحدة ان يقوم باخذ عطفة أي قبيله أخرى وبتالي يحق له إرجاع عطفته التي سلبت.
لذالك تستميت العرب دون العطفة ولو كلف الأمر ان يقتلو جميعا دونها ولا تسلب ·

## معرض صور

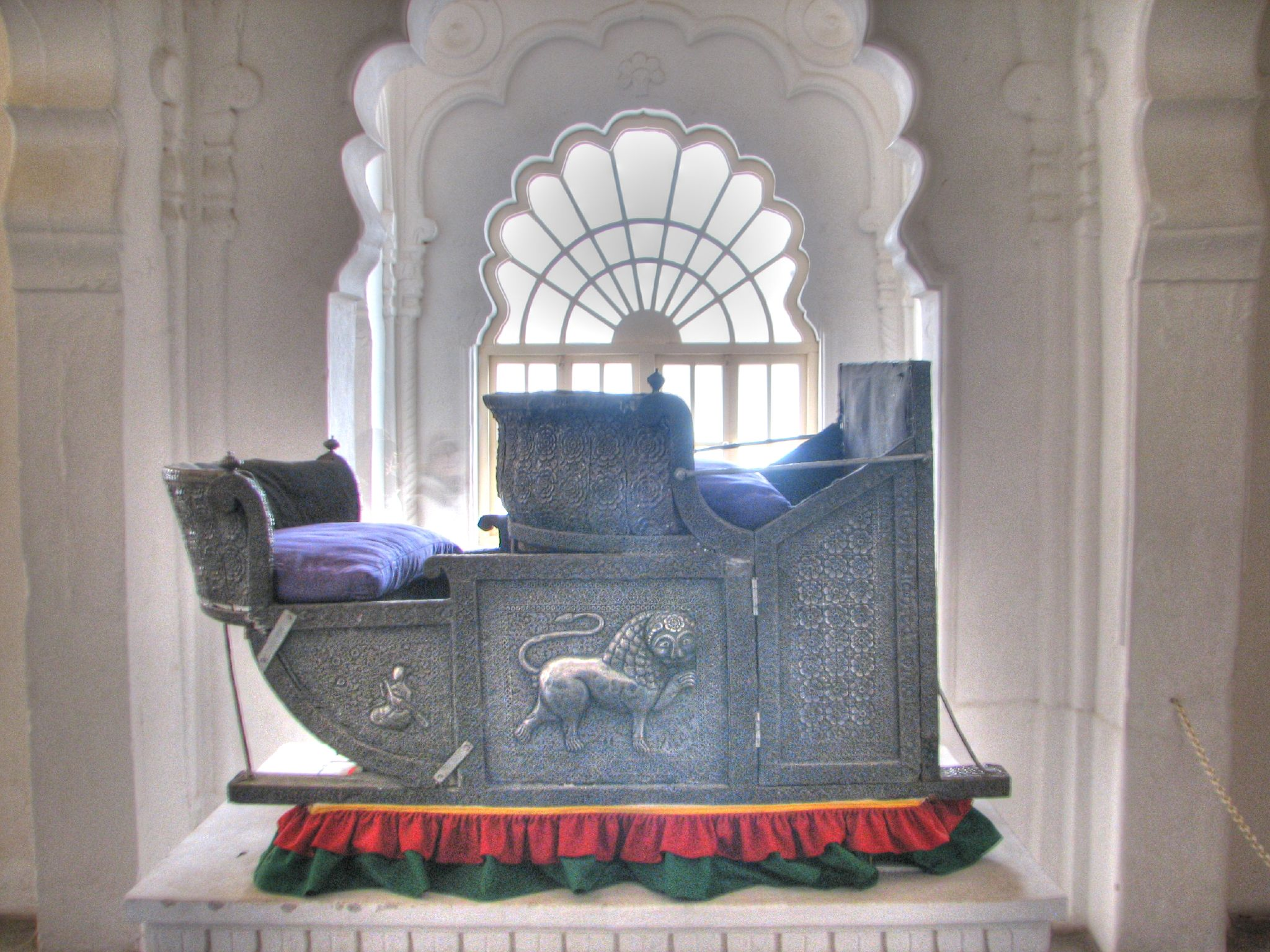
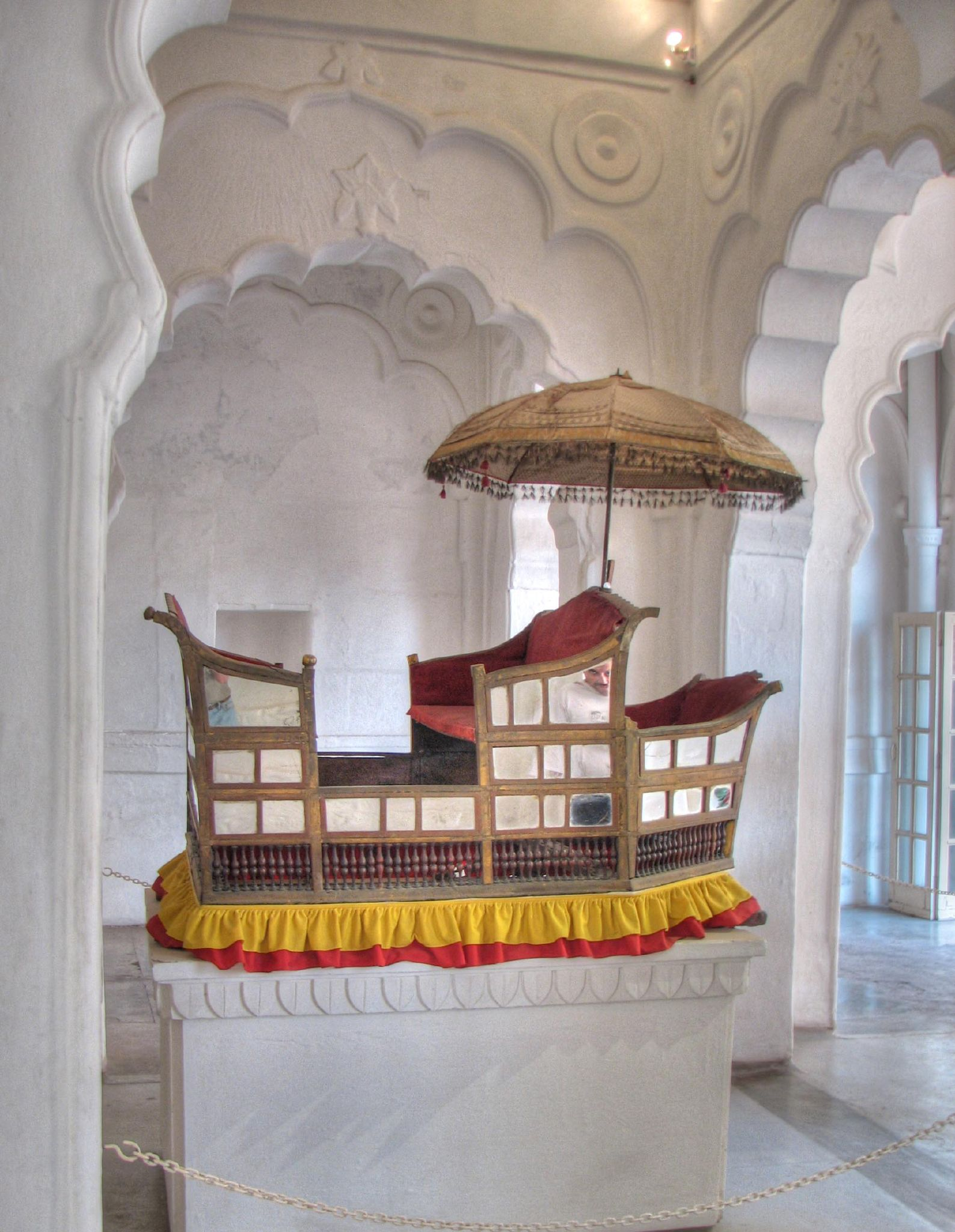
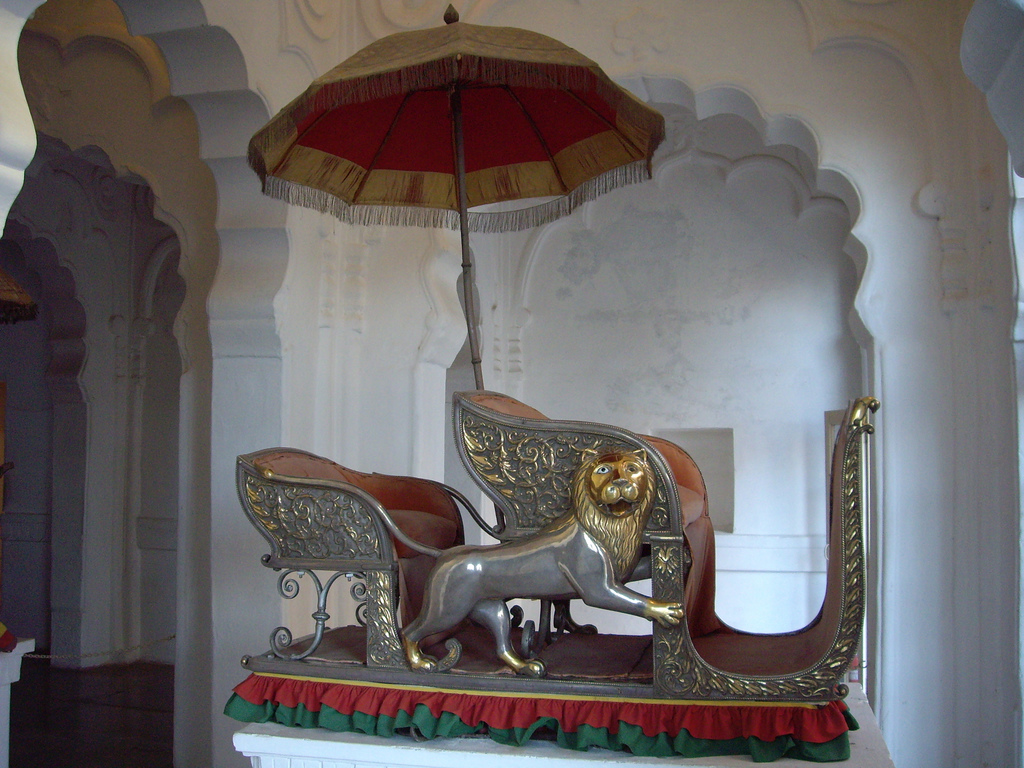

## بعض الاحديات التي قيلت في العطفة أو المركب
الشيخ خلف الأذن الشعلان:-
لاقدم المركب وعنده حلقنا
كم راس شيخ عن كتوفه نشيله
ويقول مخلد القثامي:-
نبيه للراس المصعفق ليا مال
لاسيقة العطفة نهار الزحام
ويقول الشيخ جزاء أباالعلا:-
وعيد والله مابقي وعيد
الجمع يزبر والجمل سقناه
قال زهير بن أبي سلمى في معلقته
تبصر خليلي هل تري من ضعائن
تحملن بالعلياء من فوق جرثم

## طالع أيضًا
- محفة